# Подгора Крапинска
Подгора Крапинска је насељено место у саставу Града Крапине у Крапинско-загорској жупанији, Хрватска. До територијалне реорганизације у Хрватској налазила се у саставу старе општине Крапина.

## Становништво
На попису становништва 2011. године, Подгора Крапинска је имала 565 становника.

## Попис1991.
На попису становништва 1991. године, насељено место Подгора Крапинска је имало 501 становника, следећег националног састава:
| Попис 1991.‍  | Попис 1991.‍  | Попис 1991.‍ | Попис 1991.‍ | Попис 1991.‍ |
| ------------ | ------------ | ----------- | ----------- | ----------- |
|              |              |             |             |             |
| Хрвати       | Хрвати       |             | 489         | 97,60%      |
| Југословени  | Југословени  |             | 1           | 0,19%       |
| неопредељени | неопредељени |             | 8           | 1,59%       |
| непознато    | непознато    |             | 3           | 0,59%       |
| укупно: 501  |              |             |             |             |